# 復興里 (臺南市東區)
22°58′53″N 120°14′15″E / 22.9815131°N 120.2375698°E
復興里為中華民國臺南市東區轄下之一里，面積約0.2559平方公里。東邊與裕聖里相連，西面以富農街一段與自強里，南面以富農街一段188巷與虎尾里相鄰，北以富農街一段300巷與文聖里相連接。
復興里原屬自強里轄域內，因自強里戶口數快速增加，乃於2002年2月4日本市里鄰編組調整由自強里劃出12鄰而與虎尾里6個鄰劃編組成本里，考其里名之命名，係因本里轄區內有復興國小、復興國中而得名以符實際。

## 里內設施
- 復興里活動中心
- 臺南市東區復興國民小學
- 臺南市立復興國民中學
- 全聯福利中心台南自由店
- 小北百貨台南自由店
- 中華郵政台南虎尾寮郵局
- 統一超商台南裕興門市
- 全家便利商店台南東成門市